# Препараты лития
Препараты лития — психотропные лекарственные средства из группы нормотимиков. Это исторически первые препараты данной группы, открытые в 1949 году; однако они сохраняют важнейшее значение в лечении аффективных расстройств, прежде всего маниакальных и гипоманиакальных фаз биполярного расстройства, а также в профилактике его обострений и для лечения тяжёлых и резистентных депрессий. По поводу способности лития предотвращать суицид сейчас существуют противоречивые свидетельства. Препараты лития имеют и другие области применения. Основное действующее вещество — неорганические (например, карбонат лития) или органические (например, оксибутират лития) соли лития.
Литий — активный щелочной металл, поэтому в медицине он применяется в виде солей, в основном в виде карбоната, а также цитрата, оксибутирата, сукцината, оротата, хлорида и сульфата лития. Бромид лития в медицине больше не используется, так как вызывает хроническое отравление — бромизм — уже при дозировке 250 мг в день. В России из солей лития используют карбонат и аскорбат, ранее применялись оксибутират и никотинат лития. При этом аскорбат лития, в отличие от карбоната, оксибутирата и никотината, является биологически активной добавкой, а не лекарством.

## История
Впервые для лечения аффективных расстройств соли лития начали применяться античными медиками. Они открыли их качества эмпирическим путём, применяя минеральные воды с их высокой концентрацией и не имели научного представления об их биохимических свойствах. Существуют упоминания об использовании древнеримскими врачами щелочных минеральных вод, содержащих литий, из источников в Северной Италии, для лечения больных, находившихся в состоянии «ажитации» или «эйфории».
Например, во II веке н. э. римский медик греческого происхождения Соран Эфесский рекомендовал «природные воды, такие, как щелочные источники» для лечения «мании». В V веке Целий Аврелиан в переводе на латынь книги Сорана Эфесского «Об острых и хронических болезнях» (лат. De morbis acutis et chronicis) также пишет о данном методе лечения мании. В средневековой Европе считалось, что некоторые источники имеют особые свойства. Особенно были известными источники в St Fillans, горном селении в Шотландии. Современными учёными установлено, что они содержат высокую концентрацию лития.
Впервые соли лития были использованы в научной медицине в 1859 году для лечения подагры, поскольку в лабораторных условиях они повышают растворимость кристаллов мочевой кислоты. Однако уровни лития в организме, требовавшиеся для этого, оказались токсичными. Тем не менее, представление о том, что литий способствует растворению уратов, накопление которых в организме считалось причиной многих болезней, привело к появлению множества «тоников»; наиболее известный из них — 7 Up, появившийся в 1929 году под названием Bib-Label Lithiated Lemon-Lime Soda, из состава которого цитрат лития был исключён только в 1950 году, после запрета на его применение в США.

Джон Кейд, фото 1970 года

В 1949 году в Австралии Джон Кейд, исследуя гипотезу о том, что маниакально-депрессивные заболевания вызваны интоксикацией каким-то продуктом естественного метаболизма, проводил эксперименты с инъекциями мочи больных в брюшную полость морских свинок: технические возможности для экспериментов были тогда невелики, — лаборатория Кейда представляла собой перестроенный сарай на территории госпиталя. Однако сам факт исследований на животных в психиатрии 1940-х годов был выдающимся явлением. Предположив, что вредные последствия таких инъекций вызваны мочевой кислотой, он перешёл к экспериментам с этим соединением и в попытке увеличить её растворимость в воде добавил к образцам мочевую соль лития (повторив приём лечения подагры). При этом токсичное действие инъекций резко уменьшилось.
Последующие эксперименты показали, что инъекции карбоната лития оказывают на животных сильный успокаивающий эффект. После тестирования лития на себе (чтобы показать его безопасность для человека), Кейд начал в небольших объёмах проводить исследования действия лития (цитрата и карбоната) на некоторых своих пациентах с диагнозом мании, шизофрении и депрессии, и в случае мании получил выдающиеся результаты. Успокаивающий эффект был настолько сильным, что Кейд предположил, что мания вызывается дефицитом лития в организме.
 Хотя результаты Кейда оказались крайне многообещающими, побочные эффекты препаратов лития вызвали серьёзные затруднения. Использование солей лития в качестве заменителей поваренной соли в низкосолевой диете гипертоников (в дозировке до 14 грамм в день) привело к смерти четырёх пациентов, и после этих трагических инцидентов использование лития в США было запрещено FDA в том же году, в котором было открыто его лечебное действие; запрет оставался в силе до 1970 года. Кроме того, как природный материал, соли лития не могли быть запатентованы с целью получения и эксплуатации исключительного права на них, что привело к сильной задержке распространения препаратов лития в фармакологии.
Проблема токсичности была сильно ослаблена только с появлением биохимических методов для контроля концентрации ионов лития в крови. После этого лечение «литием» возбуждённых состояний психики распространилось настолько широко, что сделалось шаблонным мотивом в популярной культуре, например, в фильмах «Пи», «Предчувствие», «Воспоминания о звёздной пыли», «Американский психопат», песнях «Литиум» группы «Нирвана», Evanescence, Thin White Rope, и других.
Подобно кокаину в «Кока-коле», «литий» сделался маркетинговым компонентом в американских напитках, таких, как «Bib-Label Lithiated Lemon-Lime Soda» и последовавший за ним 7 Up, хотя после 1948 года им было запрещено рекламировать «литиевые» напитки.
В 2020 году была статистически доказана обратная корреляция между содержанием лития в водопроводной воде и уровнем самоубийств местного населения.

## Механизм действия
Ионы лития оказывают многообразное действие на нервную систему, в частности выступая антагонистом ионов натрия в нервных и мышечных клетках. Таким образом они ослабляют проведение нервного импульса (этим также объясняется одно из частых побочных действий препаратов лития: мышечная слабость). Литий также влияет на метаболизм и транспорт моноаминов (норадреналина, серотонина), повышает чувствительность некоторых областей мозга к дофамину. По некоторым данным, основную роль в механизме действия лития играет его способность блокировать активность ферментов, участвующих в синтезе инозитола, играющего определённую роль в регуляции чувствительности нейронов.
В основе лечения препаратами лития биполярных расстройств лежит их свойство относительно селективно ингибировать киназу 3 гликогенсинтетазы (GSK-3) путём конкуренции с ионами магния. Кроме того, было установлено, что при маниях происходит нерегулярное усиление активности протеинкиназы C (англ. PkC), и недавнее исследование показало, что литий, как и другой известный нормотимик, вальпроат натрия, ингибирует её активность, а с другой стороны, новые ингибиторы PkC проявляют антиманиакальные свойства.

## Применение
Прежде всего препараты лития применяют для лечения маниакальных и гипоманиакальных состояний различного происхождения (особенно при частых приступах), в том числе они широко применяются для профилактики и лечения аффективных психозов (биполярного, шизоаффективного). При устойчивости депрессии к терапии антидепрессантами добавление к лечению лития часто оказывает благоприятный эффект.
Имеются данные об эффективности лития не только при эндогенных психозах, но и у пациентов, страдающих органическими психозами, эпилепсией, фазными аффективными колебаниями, не достигающими уровня биполярного расстройства. Кроме того, препараты лития находят применение для профилактики и лечения аффективных нарушений у больных хроническим алкоголизмом.
Карбонат лития успешно использовался для коррекции нейтропении при лучевой терапии лимфогранулематоза. Препараты лития вызывают усиленную пролиферацию белых клеток крови в костном мозге и могут использоваться при лейкопении. При агранулоцитозе они применяются вместо мерказолила для лечения гипертиреоза. В 2008 году итальянские исследователи заявили, что терапия литием существенно замедлила развитие БАС в исследовании, включавшем 44 пациента, но последующие исследования это опровергли.
Вызывает интерес наружное применение солей лития при дерматологических заболеваниях, таких как вирусные инфекции, микозы, себорейный дерматит и даже злокачественные опухоли. В настоящее время для наружного применения используется сукцинат лития.

### Эффективность при классических аффективных расстройствах
При классических маниях препараты лития оказывают наиболее выраженное терапевтическое действие; они малоэффективны при смешанных состояниях (гневливой мании, тревожной мании, ажитированной депрессии), а при быстрой цикличности положительный эффект достигается, возможно, лишь у 22-30 % пациентов. Эффективность препаратов лития при маниакальных состояниях тем выше, чем проще синдром, то есть чем ближе его психопатологические особенности к типичной (классической) мании.
У пациентов, страдающих фазной депрессией в рамках биполярного расстройства, литий, назначенный в отдельности, оказывает умеренное антидепрессивное действие, но у других пациентов с депрессией отмечается незначительная реакция на этот препарат, если совместно не назначают антидепрессанты. Однако добавление лития к лечению антидепрессантами резко уменьшает число рецидивов депрессии.
При депрессиях, устойчивых к применению антидепрессантов, с высокой степенью достоверности установлено, что добавление к терапии препаратов лития (в дозе порядка 800 мг/сут или при достижении плазменной концентрации не менее 0,5 ммоль/л и длительности лечения не менее двух недель) приводит к повышению эффективности терапии более чем в три раза, улучшение наступает у 27 % пациентов. Согласно данным метаанализа препараты лития при этих депрессиях одинаково эффективны по сравнению с атипичными антипсихотиками, но лечение ими обходится дешевле.
Считается, что эффективность терапии литием депрессивных состояний проявляется при лечении не столько депрессивного, сколько смешанного аффекта, то есть в том случае, если в структуре депрессивного синдрома присутствуют вкрапления маниакальных фаз.
Применяемые в профилактических целях препараты лития дают хороший стабилизирующий эффект при биполярном аффективном расстройстве. Назначаться они могут уже после первого перенесённого аффективного эпизода; профилактическую терапию препаратами лития проводят неопределённо длительное время (годами).

### Эффективность предотвращения суицидов
Данные относительно того, снижает ли применение лития частоту самоубийств, противоречивы. Утверждение о способности лития предотвращать самоубийства опирается на метаанализ 48 рандомизированных исследований. Высказывается предположение, что снижение вероятности самоубийства происходит не только за счёт воздействия на биологические механизмы психического расстройства, но также и потому, что литий снижает агрессивность и, возможно, импульсивность. При терапии литием частота самоубийств, вероятно, снижается по сравнению с другими препаратами, уменьшается также и общая смертность. Есть предположение, что риск самоубийства при применении лития снижается пятикратно.
Однако метаанализ от 2022 года показал отсутствие эффективности препаратов лития в предотвращении суицида. Суицидальный риск составил 0,2 % у пациентов, принимавших в исследованиях литий, и 0,4 % у пациентов, принимавших плацебо или другое стандартное лечение, применяющееся при аффективных расстройствах, что не являлось статистически значимой разницей. В публикации метаанализа отмечалось также, что предыдущие исследования имеют методологические ограничения.
Кроме того, отмечалось, что крупнейшее испытание применения лития для предотвращения самоубийств, опубликованное в 2021 году, было прекращено из-за отсутствия эффекта.

### Отмена лития
По данным исследований, после отмены лития маниакальные или депрессивные эпизоды могут возобновиться, даже если на протяжении года состояние было стабильным. После внезапного прекращения приёма лития чаще возникают маниакальные состояния. Более чем у половины пациентов рецидивы мании возникают в пределах 3 месяцев после отмены лития, рецидивы депрессии обычно начинаются позже. У 50 % больных фазы возникают чаще, чем до начала приёма лития: по-видимому, после резкой отмены препарата возникает эффект отдачи. При постепенной отмене лития (в течение 2-4 недель) риск ранних рецидивов уменьшается. Если побочные эффекты не требуют более быстрой отмены, рекомендуется уменьшать приём лития не больше чем на 300 мг в месяц (в форме лития карбоната). Быстрая отмена лития приводит к повышению суицидального риска.
Существовало мнение, что после отмены лития при повторном его применении может возникнуть невосприимчивость к нему, однако исследования этого мнения не подтверждают.

## Фармакокинетика
Соли лития быстро всасываются после приёма внутрь и диссоциируют в организме. Ионы лития легко всасываются из желудочно-кишечного тракта и обнаруживаются в различных органах и тканях через 2-4 часов после однократного приёма. Пища не влияет на скорость и степень всасывания.
Выделяется литий из организма преимущественно почками. Для полного его выведения из организма требуется 10—14 дней, но половина дозы выводится за сутки. Скорость выделения лития находится в прямой зависимости от его концентрации в плазме крови. Также этот процесс зависит от концентраций ионов натрия и калия в плазме крови: при недостаточном количестве натрия в организме литий подвергается обратному всасыванию в почечных канальцах и его концентрация в крови сохраняется; выраженный недостаток натрия в организме может привести к токсическому уровню лития. При избытке натрия (или калия) выделение лития усиливается, и может наступить чрезмерное снижение его уровня.
Период полувыведения солей лития из организма варьирует по времени, оставаясь в среднем индивидуально стабильным (за исключением случаев нехватки соли, дегидратации (обезвоживания организма), применения мочегонных средств и подобных опасных ситуаций).
Ионы лития проникают через плаценту, а также выделяются с грудным молоком.

## Дозировки и измерение концентрации лития

### Терапевтические и профилактические концентрации
Ионы лития обладают «пороговым» эффектом воздействия, то есть ниже определённой пороговой концентрации они не воздействуют на патологический процесс. Минимальная терапевтическая концентрация в крови составляет 0,6 ммоль/л
(миллимоль на литр), а предельно допустимая — 1,6 ммоль/л. Таким образом, терапевтический индекс препаратов лития весьма низок; на практике не рекомендуется превышать концентрацию 1,2 ммоль/л.
Профилактические концентрации могут быть ниже: 0,2–0,3–0,4 ммоль/л, однако и они могут вызывать неприятные побочные эффекты.
Поскольку скорость выведения лития у разных пациентов различается, дозировки следует устанавливать индивидуально, ориентируясь на измерения концентрации лития в плазме крови. Наиболее информативным является обследование, проведённое спустя 10 часов после приёма последней дозы лития; обычно обследование проводится спустя 8-12 часов (утром натощак) после приёма последней вечерней дозы либо через 24 часа после приёма единственной утренней дозы.
В начале лечения измерения концентрации лития необходимо проводить не реже одного раза в неделю, в последующем — один раз в 2 недели или ежемесячно. Если состояние пациента на фоне приёма лития было стабильно на протяжении года, можно контролировать его уровень 3-4 раза в год.
Беременность, интеркуррентная инфекция, анестезия, хирургическое вмешательство нарушают стабильное состояние пациента, и потому в этих случаях необходимы новые измерения концентрации лития в крови и, возможно, изменение его дозы (в частности, при беременности клиренс лития почками увеличивается, что может потребовать повышения дозы, а после родов клиренс лития резко падает, что может привести к интоксикации). Но как только достигается стабильное состояние, необходимость в частых исследованиях крови исчезает. Также следует производить чаще, чем обычно, мониторирование больных, получающих тиазидные диуретики или находящихся на диете с низким содержанием поваренной соли.

### Подбор дозировок по клиническим признакам
Когда объективное измерение концентрации лития крови недоступно, дозировку устанавливают по клиническим признакам:
1. Дозировку лития следует наращивать постепенно[60]
2. В случае нарастания побочных эффектов (прежде всего тремора, нистагма, нарушения координации, дизартрии, нарушений сердечного ритма) необходимо сделать перерыв в лечении на 1—2 дня и воздержаться от дальнейшего повышения дозы препарата[2]
3. При достижении благоприятного терапевтического эффекта не следует увеличивать дозировку

В таких случаях (при отсутствии объективного контроля концентрации) дозировка не должна превышать 2,1 г в сутки (в расчёте на карбонат).

### Режим дозирования
Применение лития при психотических расстройствах обычно начинают с 0,6-0,9 г/сут. (карбоната). При хорошей переносимости на второй день назначают 1,2 г, и ежедневно повышают дозу на 0,3 г до суточной дозы 1,5-2,1 г. При необходимости дозировка может быть увеличена до 2,4 г/сут (с обязательным контролем крови). В дозах свыше 2 г в сутки препарат не рекомендуется применять больше 1-2 недель. Пожилым пациентам литий следует назначать в меньших дозах, чем молодым.
После исчезновения психотической симптоматики дозировку постепенно снижают до 1,2-0,6 г в сутки. В случае повторного появления психотических явлений дозировку снова повышают до эффективного уровня. Через 7-10 дней после повторного достижения полного терапевтического эффекта дозу снова постепенно снижают. Затем препарат отменяют, либо продолжают назначать в профилактических целях от 0,3 до 1,2 г/сут. Концентрация ионов лития в плазме крови не должна при этом превышать 1,2 ммоль/л.
Литий можно назначать 2 раза в сутки; однако приём лития 1 раз на ночь уменьшает его токсическое действие на почки. По другим данным суточную дозу следует делить на 3-4 приёма, что уменьшает колебания уровня лития и связанные с пиками концентрации побочные эффекты. Переносимость лития улучшается при назначении его после еды.
При беременности разовая доза лития не должна превышать 300 мг, а его терапевтическую концентрацию в крови нужно поддерживать за счёт частоты приёма.
Пролонгированные формы назначают 1-2 раза в сутки. Переносимость лития при использовании пролонгированных форм улучшается (меньше частота желудочно-кишечных расстройств и тремора), однако удлиняется время воздействия на почки.

## Побочные действия
Даже при соблюдении правильных терапевтических или профилактических («поддерживающих») концентраций лития в организме его побочные эффекты могут быть тяжёлыми. Наиболее часты и заметны тремор пальцев рук, головокружение, сонливость, ощущение усталости, мышечная слабость, жажда и полиурия. Тем не менее, нужно отметить, объективно положительные изменения при литиевой терапии (если она успешна) намного превосходят отрицательное влияние возможных побочных эффектов. Профилактика препаратами лития у пациентов с БАР часто приводит к радикальному изменению жизни этих больных. Аффективные эпизоды (мании и депрессии) ослабевают, становятся реже, или даже исчезают полностью. Это положительно влияет на работоспособность, социализацию, и общее качество жизни. Положение пациентов становится более устойчивым и безопасным, исчезает ожидание ухудшения, госпитализации.
С различной частотой (от «частой»: до десятков процентов до «очень редкой»: единицы случаев на 100 тысяч назначений) при терапии литием отмечаются следующие побочные эффекты:
- Со стороны ЦНС и периферической нервной системы: мелкий тремор кистей, мышечная слабость и быстрая утомляемость, мышечные подёргивания, медлительность, вялость, сонливость, головокружение, грубый тремор, атаксия, гипертонус мышц, повышенные глубокие сухожильные рефлексы, переразгибание конечностей, спутанность сознания, ступор, эпилептиформные припадки, нарушения артикуляции[60], тасикинезия[67], ухудшение концентрации внимания[68][69], ухудшение памяти[69], головные боли[65], зрительные галлюцинации, ранние экстрапирамидные расстройства (позднюю дискинезию литий не вызывает), доброкачественная внутричерепная гипертензия (ложная опухоль мозга)[57]. У пациентов, длительно принимавших литий в профилактических целях, описан так называемый феномен «автоматического существования»: пациенты могут жаловаться на притупление эмоций, чувство обезличивания, ощущение «серости» эмоциональных ощущений или потери творческих способностей[57], монотонности, однообразия жизни, отсутствие эмоциональных всплесков, равнодушие к окружающему, снижение профессиональных интересов[67]. Провести количественную оценку этих жалоб очень трудно, поскольку некоторые из них могут отражать исчезновение симптомов гипомании или симптомы лёгкой депрессии, а также возникать по причине старения (хотя литий также может снижать качество выполнения некоторых когнитивных тестов)[57].
- Со стороны сердечно-сосудистой системы: нарушения ритма[70] и сердечной проводимости (экстрасистолии, частичные блокады), инверсия зубца Т[67] или его уплощение[71], синдром слабости синусового узла, гипотензия[72].
- Со стороны эндокринной системы: нефрогенный несахарный диабет, нетоксический зоб[60], гипотиреоз (у 5—30% пациентов, постоянно принимающих литий в течение 6—18 мес., чаще у женщин и при форме с частыми приступами), возникновение или усиление гипотиреоза при тиреоидите Хашимото[65], гипертиреоз, повышение активности паращитовидной железы[73].
- Со стороны желудочно-кишечной системы: тошнота (особенно в первые дни лечения), анорексия, рвота, понос, расстройства желудка или боли в животе[60], запоры, извращение вкуса[67], диспепсия[70]. В начале терапии литием желудочно-кишечные расстройства возникают в той или иной мере практически у всех пациентов, но постепенно ослабевают и исчезают на 2—3-й неделе лечения. Однако у гораздо меньшей части пациентов желудочно-кишечные побочные эффекты не проходят, а на фоне постоянной терапии литием продолжаются много лет[71].
- Со стороны мочеполовой системы: полиурия[60], которая очень мучительна для пациентов[71] (вдобавок она может вызвать обезвоживание, приводящее к риску интоксикации литием, поэтому больным необходимо употреблять большое количество жидкости, чтобы компенсировать её потерю[74]), частое мочеиспускание[67]; задержка образования мочи[73]; отёки голени и стоп, реже лица; интерстициальный нефрит (при длительном применении препаратов лития и лишь в очень редких случаях), проявляющийся фиброзом и первичным воспалением интерстициальной ткани, развитие хронической почечной недостаточности[67]; некрозы почек[60]; утрата либидо и потенции[75].
- Кожные реакции: акне, псориаз, макулопапулёзная сыпь, фолликулит, эксфолиативный дерматит[57], экзема[67].
- Прочие: повышенная жажда[60] (некоторые пациенты выпивают до 10 литров воды в сутки[71]), сухость во рту, металлический привкус во рту[74], гиперкальциемия[76], повышение массы тела, нарушение кроветворения, лейкоцитоз[70], нейтрофилия, эритроцитоз[49], разрушение зубной эмали (множественный кариес), облысение[67].

Многие из побочных эффектов являются нетяжёлыми, возникают на начальных этапах лечения и постепенно исчезают, другие побочные эффекты могут прогрессировать по мере продолжения лечения, что может потребовать замены препаратов лития на другие нормотимики, например вальпроаты или кветиапин.
Возникновение побочных эффектов в значительной мере зависит от концентрации лития в крови. Так, высокие дозы предрасполагают к тремору рук, ожирению, неожиданному появлению после нескольких недель приёма лития жажды и полиурии (до 5 литров в день).
Пациенты, находящиеся на терапии литием, должны тщательно наблюдаться и регулярно обследоваться на наличие побочных явлений со стороны ЦНС, даже когда уровень лития в сыворотке находится в пределах терапевтического уровня:82—83.

### При беременности
Изменения фармакокинетики лития на поздних сроках беременности и во время родов приводят к возрастанию риска токсических эффектов у матери и у плода или новорождённого.
Использование в первом триместре беременности лития (как и некоторых других нормотимиков: вальпроатов, карбамазепина) приводит к повышению риска тяжёлых врождённых дефектов — например, при приёме лития возможно возникновение аномалии Эбштейна (гипоплазия правого желудочка и недостаточность трёхстворчатого клапана), аномалий развития печени.
При приёме во время беременности лития у новорождённого могут возникать летаргия и синдром «вялого ребёнка» (floppy baby syndrome), проявляющийся респираторными нарушениями, цианозом, снижением мышечного тонуса, сонливостью, угнетением сосательного и хватательного рефлексов, отсутствием рефлекса Моро.
Отмечались случаи возникновения у ребёнка кардиомегалии, гипотонии, брадикардии, трепетания предсердий, инверсии зубца Т на ЭКГ, несахарного диабета, гипотиреоза, гепатомегалии, желудочно-кишечных кровотечений, судорог, шока. Большинство этих побочных явлений проходили в течение 12 недель. Возможны гипогликемия, вялость, заторможенность.
Возможно нарушение функции щитовидной железы у новорождённого, возникающее вследствие ингибирования литием выделения и/или синтеза тиреоидного гормона. При приёме лития во втором и третьем триместре беременности возможно развитие зоба у плода.
Согласно данным Литиевого регистра (англ. Lithium Register), созданного с целью систематизации сведений о последствиях применения лития в период беременности, в 39% случаев отмечаются преждевременные роды, в 36% — макросомия (аномально большой размер плода), в 8,3% случаев — перинатальная смерть.
Также наблюдались случаи задержки моторного развития новорождённого, которые могут быть обусловлены церебральной гипоксией, вызванной литиевой сердечной недостаточностью.

## Лекарственные взаимодействия
Препараты, влияющие на функцию почек, могут повлиять на сывороточную концентрацию лития, а даже небольшое повышение его концентрации может быть опасно, так как терапевтический диапазон лития узок.
Ионы лития не влияют на активность ферментов печени и сами не подвергаются биотрансформации; выводятся из организма в неизменном виде.
Взаимодействие с отдельными классами лекарственных средств:
- Нейролептики. Литий при необходимости можно назначать одновременно с нейролептиками[2]. Есть данные о том, что при его сочетании с нейролептиками у лиц среднего возраста и престарелых иногда возникает обратимая нейротоксичность. Тем не менее, эта лекарственная комбинация достаточно безопасна и эффективна[66] в случае, если антипсихотики и литий используются в умеренных дозах и за пациентом ведётся тщательное наблюдение; однако применение этого сочетания препаратов необходимо прекращать сразу же по достижении терапевтического эффекта лития[60]. При сочетании нейролептиков и лития тремор может приобретать генерализованный характер; у некоторых больных также наблюдается своеобразное ухудшение психического состояния, внутренняя напряжённость, взбудораженность, раздражительность, эксплозивность, эмоциональная лабильность, импульсивность, нарушение памяти на текущие события[67]. Возможны экстрапирамидные побочные эффекты и гиперкинезии[81]; отмечались случаи возникновения клинической картины, напоминающей злокачественный нейролептический синдром[82]. Тяжёлые нейроксические реакции возникают крайне редко: так, может развиваться острая токсическая энцефалопатия с глубоким помрачением сознания, общемозговой, мозжечковой и стволовой неврологической симптоматикой, признаками отёка мозга[67]. Чаще всего энцефалопатия отмечалась при сочетании лития с галоперидолом, но описана и при сочетании с тиоридазином, перфеназином и тиотиксеном[80]. К нейротоксическим реакциям при данном сочетании препаратов предрасполагают такие факторы, как высокие дозы препаратов, органическая патология ЦНС, наличие инфекции, лихорадка, дегидратация[83]. Применение лития совместно с нейролептиками также может приводить к увеличению массы тела[49]. При совместном применении лития и фенотиазинов эффективность лития снижается[84]:208.
- Карбамазепин («Финлепсин»). Сочетание лития с карбамазепином используют при стойком МДП[80], однако, по некоторым данным карбамазепин способен усиливать побочные эффекты лития[83].
 В большинстве случаев комбинация карбамазепина и лития хорошо переносится, но у пациентов группы риска (с признаками нейротоксического действия лития или с неврологическими заболеваниями в анамнезе) возможны симптомы нейротоксического эффекта даже на фоне средних концентраций препаратов в крови[82]. Оба препарата вызывают гипотиреоз, поэтому во время терапии необходимо следить за функцией щитовидной железы. Литий может уменьшить лейкопению и нейтропению, вызванную карбамазепином, однако средством профилактики угнетения кроветворения литий не является. Он также может уменьшать гипонатриемию, вызванную карбамазепином[83].
- Вальпроевая кислота. Иногда может повышать эффективность лития при стойком МДП[83].
- Фенитоин. Проявления нейротоксичности лития без повышения его плазменной концентрации[76].
- Трициклические антидепрессанты (амитриптилин и т.п.). Литий может усиливать терапевтическое действие антидепрессантов, однако возрастает и риск интоксикации[80]. Описаны редкие случаи судорог при сочетании амитриптилина в высокой дозе и лития, а также сердечно-сосудистых осложнений и гипотиреоза при одновременном приёме лития и трициклических антидепрессантов более полугода. Существуют данные о возникновении признаков нейротоксического эффекта в виде тремора, нарушений памяти, отвлекаемости, дезорганизации мышления даже при нормальной концентрации лития в крови и средних дозах амитриптилина. У ряда пациентов на фоне сочетания лития и кломипрамина был диагностирован серотониновый синдром[82].
- Антидепрессанты — селективные ингибиторы обратного захвата серотонина (флуоксетин и т.п.). Сочетание лития с антидепрессантами указанной группы, как правило, переносится хорошо[82], но может вызывать и неблагоприятные последствия: интоксикацию ЦНС и артериальную гипертензию или гипотензию[85]. В целом литий может усиливать серотонинергическое действие СИОЗС, вызывая тем самым характерные неврологические и желудочно-кишечные побочные явления[49]. Иногда отмечались случаи серотонинового синдрома[65]. Антидепрессанты данной группы могут усиливать побочные эффекты лития[83].
- Антидепрессанты — ингибиторы моноаминоксидазы. Сочетание лития с препаратами этой группы может вызвать серотониновый синдром[86].
- Бупропион. Повышается риск эпилептических припадков[84]:424.
- Леводопа. На фоне сочетания лития с леводопой возможно развитие дискинезий и галлюцинаций[81].
- Антихолинэстеразные средства. Литий ослабляет действие неостигмина и пиридостигмина на нервно-мышечную передачу[76].
- Антигистаминные препараты. Сочетание может приводить к усилению седации[84]:424, чрезмерному угнетению ЦНС[84]:207.
- Блокаторы кальциевых каналов. Возможна нейротоксичность при сочетании лития с дилтиаземом или верапамилом, при этом концентрация лития в плазме крови не повышается[76]. При сочетании лития с верапамилом возможно появление кардиотоксических и других побочных эффектов у пациентов с неопластическими процессами, осложнёнными сердечно-сосудистыми заболеваниями[83]. Верапамил снижает эффект лития[84]:424.
- Суматриптан. При взаимодействии с литием риск токсического действия на ЦНС повышается[76].
- Гормоны щитовидной железы. При сочетании лития с тироксином или лиотиронином снижается выделение тиреоидного гормона[81].
- Препараты йода. Сочетать не рекомендуется из-за выраженного побочного влияния на функцию щитовидной железы[83].
- Гипотензивные средства. Ингибиторы АПФ и антагонисты рецепторов ангиотензина 1-го типа могут повышать сывороточную концентрацию лития[87], что приводит к литиевой интоксикации; поэтому пациентам, принимающим литий, лучше назначать гипотензивные средства других групп (бета-адреноблокаторы, празозин)[80]. При сочетании с метилдопой нейротоксические побочные эффекты могут развиться непропорционально концентрации лития в плазме крови[81]; данное сочетание может вызвать спутанность сознания, тремор, дизартрию, нечёткость зрения, заторможенность, дисфорию. Литий снижает гипотензивный эффект клонидина[80].
- Диуретики («мочегонные средства»). При сочетании с тиазидными диуретиками (например, гидрохлортиазидом) снижается выведение лития и возрастает его сывороточная концентрация, что может приводить к литиевой интоксикации. Более безопасны калийсберегающие диуретики; данные о сочетании лития с петлевыми диуретиками и ингибиторами карбоангидразы противоречивы. Иногда литий сочетают с калийсберегающим или тиазидным диуретиком для уменьшения вызванной применением лития полиурии или нефрогенного несахарного диабета[65]. Осмотические диуретики снижают концентрацию лития в крови[49], что может приводить к снижению эффективности терапии и возникновению «прорывной» мании или депрессии[87]. Ацетазоламид тоже снижает действие лития[84]:424.
- Некоторые нестероидные противовоспалительные препараты (индометацин, фенилбутазон) повышают реабсорбцию лития в почках и в результате его концентрацию в крови[2], что может приводить к интоксикации[85]. C препаратами лития несовместим кеторолак[88].
- Анальгетики-антипиретики. Повышается потеря жидкости, переносимость карбоната лития снижается[84]:424.
- Антибиотики. В сочетании с метронидазолом, тетрациклинами повышается сывороточная концентрация лития[57]. Описаны случаи тяжёлой почечной интоксикации при сочетанном применении лития и метронидазола[49]. Есть данные о токсичности лития в сочетании со спектиномицином[76].
- Теофиллин, аминофиллин. Снижается сыворочная концентрация лития[57], что может повлечь за собой снижение эффективности терапии, возникновение мании или депрессии[87].
- Сердечные гликозиды (дигитоксин и т.п.). Такое сочетание не рекомендуется по причине усиления токсических эффектов лития и развития аритмий[81].
- Амиодарон. Данное сочетание приводит к повышению риска гипотиреоза[76].
- Десмопрессин. Литий может приводить к снижению действия этого препарата[84]:424.
- Гидрокарбонат натрия. Этот препарат повышает экскрецию лития, что приводит к уменьшению концентрации лития в плазме крови[76].
- Миорелаксанты. Литий может потенцировать их действие. При необходимости хирургического лечения с применением миорелаксантов необходимо предупредить анестезиолога о приёме лития и прекратить его приём за 48—72 часа до операции[74].
- Ингаляционные анестетики. Необходимо отменять препарат лития за 1—2 дня до операции[83].
- Кофеин. Может усиливаться тремор, вызванный литием[89].
- Этанол. Литий снимает алкогольную эйфорию, уменьшает тягу к спиртному и вызванные алкоголизмом когнитивные нарушения. При алкогольной абстиненции литий неэффективен[80]. Как и другие средства, угнетающие ЦНС, этанол, взаимодействуя с литием, может вызывать седацию или спутанность сознания[49].

## Передозировка
При передозировке литий действует прежде всего на центральную нервную систему и на почки; передозировка сравнительно часто заканчивается смертью. Интоксикация литием возникает при повышении его концентрации в плазме крови до 1,4-1,6 ммоль/л. Многие пациенты плохо переносят даже концентрацию лития выше 1,0-1,2 ммоль/л. В других случаях к интоксикации может приводить повышенная чувствительность, главным образом нервной системы, к сравнительно низким концентрациям лития (например, у пациентов с органическим поражением ЦНС).

### Симптомы
Чаще всего первыми проявлениями интоксикации служат повышение глубоких сухожильных рефлексов и мышечные подёргивания. Передозировка может проявляться металлическим привкусом во рту, жаждой, выраженным тремором, дизартрией, атаксией, головокружением, мышечной слабостью, двигательной заторможенностью, нарушением координации движений, замедленностью речи, нечёткостью зрения, нистагмом, тошнотой, рвотой, диареей, анорексией, болями в животе, нередко — спутанностью сознания, беспокойством, сонливостью и невнятностью речи. Тяжёлая передозировка может проявляться фасцикулярными подёргиваниями мышц, миоклонусом, судорогами, гиперрастяжением конечностей, токсическими психозами, обмороками, очаговой неврологической симптоматикой, олигурией, изменениями на ЭКГ, падением артериального давления, сердечными аритмиями, почечной недостаточностью, недостаточностью кровообращения, зобом, повышением концентрации антидиуретического гормона, гипотиреозом, гипокалиемией, обострением псориаза и патологии почек, сопором, комой. Чем длительней сохраняется токсический уровень лития в крови, тем больше вероятность необратимых изменений ЦНС, в особенно тяжёлых случаях — летального исхода. Интоксикация литием напоминает по клиническим признакам интоксикацию при передозировке барбитуратов; смерть наступает от вторичного угнетения дыхания с последующими осложнениями.
При хронической передозировке уровень лития в плазме крови постепенно нарастает, не развивается тошнота и рвота, и повышенный уровень лития не распознаётся до тех пор, пока не станут очевидными психопатологические и неврологические симптомы, к которым относятся нарастающая неповоротливость, скованность, атаксия, дизартрия, нарушение координации движений, рассеянность, апатия, плохая память, дезориентировка; эти симптомы могут быть более заметными для родственников, чем для самого пациента. Если данные симптомы проявляются в течение недели, то после отмены лития и продолжающегося его выделения могут исчезнуть. Без отмены лития состояние пациента неуклонно ухудшается вплоть до развития комы и смертельного исхода, когда концентрация лития в плазме достигает 4-6 ммоль/л.
При подозрении на симптомы интоксикации следует прекратить приём лития и немедленно измерить его концентрацию в плазме крови. Уровень лития необходимо измерить как минимум дважды с интервалом не менее 4 часов, причём второй замер должен оказаться ниже, чем первый.

### Лечение
Заключается в поддержании основных физиологических параметров и хорошей гидратации. Период полувыведения лития равен примерно суткам, и проведение адекватного лечения за это время позволяет сохранить жизнь пациента до тех пор, пока почки не выведут избыток ионов лития. Такие методы лечения передозировки, как увеличение экскреции лития с помощью аминофиллина или алкализации мочи, не дали обнадёживающих результатов. В случаях, когда передозировка угрожает смертью, прибегают к почечному гемодиализу или гемоперфузии с активированным углём, но интоксикация редко бывает настолько значительной, чтобы возникла необходимость в этих процедурах. Кроме того, может потребоваться лечение аритмий и искусственное дыхание, а также предотвращение дальнейшего всасывания лития из ЖКТ.

## Противопоказания
Нарушения выделительной функции почек; болезнь Аддисона-Бирмера; сердечно-сосудистые заболевания в стадии декомпенсации, нарушения проводимости сердца; кормление грудью; лейкозы; дисфункция щитовидной железы; сахарный и несахарный диабет; выраженные аллергические расстройства; тяжёлые заболевания мочевыделительной системы; обострения желудочно-кишечных заболеваний, хронические заболевания ЖКТ (язва желудка и двенадцатиперстной кишки и др.); эпилепсия; состояния, требующие бессолевой диеты; хроническая диарея, способная вызвать изменения электролитного баланса; язвенная болезнь; катаракта; остеопороз; острые инфекционные заболевания; возраст до 15 лет, старческий возраст; тяжёлое истощение; обезвоживание; гипонатриемия; необходимость приёма диуретиков или ингибиторов АПФ.

## Меры предосторожности
Так как нехватка натрия в организме может привести к токсическому уровню лития, а при избытке натрия или калия выделение лития усиливается, в процессе лечения важно поддерживать нормальный водно-солевой баланс. Снижение количества жидкости в организме (например, при повышенном потоотделении) может приводить к интоксикации литием.
Пациент должен знать о необходимости соблюдения диеты: исключение потребления больших количеств жидкости и соли, ограничение пищи, богатой литием (копчёностей, некоторых видов твёрдых сыров, красного вина). Вместе с тем всё же важен регулярный приём пищи, жидкости и соли. Никакая другая специальная диета, кроме описанной выше, не может назначаться без консультации с врачом.
Перед назначением долговременной терапии препаратами лития, во избежание токсических эффектов, желательно располагать данными следующих обследований: клинический анализ крови и мочи, а у пациентов старше 40 лет — данными ЭКГ. В моче следует определить белок, сахар. Необходимо измерить кровяное давление, полезно также взвесить больного. Кроме того, при возможности проводятся концентрационная проба Зимницкого, определение уровня креатинина, общего тироксина (Т4), тиреотропного гормона (ТТГ), антитиреоидных антител, АМК, гемоглобина, СОЭ, электролитов крови.
Пациентов, находящихся на поддерживающей терапии, врач должен осматривать каждые 3-6 месяца; время от времени следует проводить определение содержания в крови лития, натрия, калия, кальция, а при возможности также тироксина и ТТГ, антитиреоидных антител, АМК и креатинина, исследовать концентрационную функцию почек (по пробе Зимницкого), проводить полный клинический анализ крови, регулярно измерять вес пациента. Частота проведений анализов зависит от полученных значений и состояния пациента. Некоторые считают достаточным ежегодное определение клиренса креатинина. В связи с тем, что концентрация лития в крови зависит от концентрации натрия, исследование лития крови у пациентов, находящихся на диете с низким содержанием поваренной соли или получающих мочегонные средства, следует проводить чаще.
К факторам риска интоксикации, способствующим повышению концентрации лития в сыворотке крови, относятся приём большой дозы, снижение клиренса (при поражении почек, взаимодействии с другими лекарственными средствами, гипосолевой диете, обильном потоотделении в жаркую погоду или вследствие высокой температуры тела, артериальной гипотензии любого происхождения), уменьшение объёма распределения (дегидратация); к факторам, увеличивающим восприимчивость организма к токсическому действию лития, пожилой возраст, соматические или неврологические заболевания.
С осторожностью препараты лития применяют у пациентов с миастенией, а также у пациентов, которым проводятся хирургические вмешательства. При почечной недостаточности следует исключить применение препаратов лития, если возможно; либо же снизить дозу и тщательно следить за концентрацией лития в сыворотке крови.
Пациентов, принимающих препараты лития, следует предупредить о том, что при появлении симптомов гипотиреоза (в частности, холода, сонливости) они должны обратиться за медицинской помощью. Кроме того, при осмотре пациентов нужно пальпировать их шею, чтобы выявить развитие зоба.
Также пациентам, которые длительно принимают литий, следует делать ЭКГ как минимум ежегодно, чтобы своевременно выявить развитие интеркуррентного заболевания сердца.

### При беременности и грудном вскармливании
Приём препаратов лития нельзя начинать на ранних сроках беременности; если же женщина до беременности уже принимала литий, его нужно отменить, а для контроля аффективных расстройств применять другие препараты. Если женщина принимает литий в поздние сроки беременности, необходимо по возможности прекратить его приём перед родами и ни в коем случае не принимать очередных доз во время родов:172, так как во время родов почечный клиренс лития резко уменьшается. Отменять литий или снижать дозу нужно за 7—10 дней до родов. Отмена лития перед родами даёт возможность существенно снизить частоту осложнений у плода.
Высказывается также утверждение, что решение применять или не применять литий на ранних сроках беременности должно зависеть от тяжести аффективных расстройств. При лёгкой форме заболевания и стабильном состоянии литий следует постепенно (две недели или дольше) отменять до беременности и разработать план ведения при беременности по возможности без поддерживающей терапии. При тяжёлой форме заболевания и умеренном риске рецидива нужно взвесить пользу и риск и по возможности избегать приёма лития — во всяком случае, в первом триместре. При тяжёлой форме заболевания и высоком риске рецидива нужно во время беременности продолжать лечение литием, но обязательно с согласия женщины, которую следует предупредить о риске тератогенности.
Так как уровень лития в крови при беременности может снижаться, необходимо регулярное измерение его концентрации: ежемесячно — в первую половину беременности, каждую неделю — в третьем триместре. Если литий применяется в первом триместре, нужно провести на 16—18-й неделе УЗИ с высоким разрешением и эхокардиографию у плода.
Необходимо поддерживать гидратацию у беременной женщины.
В послеродовом периоде, после стабилизации состояния женщины, нужно возобновлять применение лития в дозе, применявшейся до беременности.
Эффект, оказываемый литием при грудном вскармливании на рост и развитие ребёнка, неизвестен, поэтому вскармливание грудью при приёме лития не рекомендуется.

## Разновидности препаратов лития
В качестве лекарственного средства используется прежде всего карбонат лития, иногда — в виде препаратов пролонгированного действия. Он проявляет общие для всех препаратов лития нормотимические и седативные свойства. Быстро всасывается после приёма внутрь. Назначают его после еды, для уменьшения раздражающего действия на слизистую оболочку желудка. Часто назначаемый литиевый препарат, цитрат лития, не применяется в России. Он имеет те же основные фармакологические свойства, что и карбонат лития.
Преимущество пролонгированных лекарственных форм состоит в том, что они создают более длительную стабильную концентрацию ионов лития в крови, поэтому более удобны для применения и оказывают более выраженное профилактическое и лечебное действие при равных дозировках. К ним относятся Микалит, Lithionit-durel, Lithii-durulez, Quilonum retard, Контемнол (Contemnol retard), Litosan SR и другие. Микалит содержит микрокапсулы с карбонатом лития, выпускается в капсулах по 500 мг.
Лития оксибутират, кроме общих свойств литиевых препаратов, проявляет все эффекты, свойственные оксибутирату натрия. Побочные эффекты в сравнении с карбонатом лития выражены значительно слабее, поскольку для развития терапевтического эффекта требуется меньшая концентрация лития в крови. Оказывает более выраженное седативное действие, обладает более высокой активностью. Показания, противопоказания и побочные действия те же, что у карбоната лития. Помимо лечения аффективных расстройств, он применялся также при психопатиях, неврозах, при органических заболеваниях нервной системы с рецидивирующими аффективными нарушениями и, кроме того, может использоваться в качестве антигипоксического средства. Имеются данные об антиаритмическом действии оксибутирата лития.
Соль лития и никотиновой кислоты, никотинат лития, под названием «Литонит» была предложена в качестве вспомогательного средства для комплексной терапии алкоголизма. Никотиновая кислота улучшает обменные процессы и показатели гемодинамики, а литий ослабляет аффективные нарушения. Литонит применяли для снижения тяги к алкоголю, для ослабления явлений алкогольной абстиненции, а также при остром опьянении в сочетании с другими средствами и способами лечения.
Аскорбат лития, продающийся в РФ под торговым наименованием «Нормотим», является биологически активной добавкой, а не лекарством, и его терапевтическое действие не проверялось в качественных клинических испытаниях — иными словами, аскорбат лития не может являться альтернативой таким препаратам, как карбонат лития, и применяться при терапии аффективных расстройств.